# Sünching
Sünching là một đô thị thuộc nước Đức. Đô thị này tọa lạc ở Bayern, Oberpfalz (Upper Palatinate). Đô thị này giáp với Niederbayern ở phía nam.